# François d'Hangest
François II d'Hangest, seigneur de Genlis, bailli et capitaine d'Évreux (date de naissance inconnue, mort en 1569) était un chef militaire français, remarquable pour ses rôles pendant les trois premières guerres de religion.
Dans les textes historiques, il est souvent nommé simplement Genlis ou Jenlis. De tels textes ne mentionnent souvent pas sa mort, en 1569, et continuent d'utiliser le même nom pour désigner son jeune frère Jean d'Hangest, seigneur d'Yvoy.

## Famille
Bien que de nombreux textes ne les mentionnent pas tous, ses parents, Adrien d'Hangest et Françoise du Mas (fille du seigneur de l'Île-Bannegon) eurent cinq fils :
1. Jean, devenu évêque de Noyon en 1532 et mort en 1577.
2. François, seigneur de Genlis.
3. Claude, devenu abbé de Saint-Eloi de Noyon. Jean Calvin lui a dédié son premier ouvrage publié, le Commentaire de Sénèque[4].
4. Louis, parfois appelé Jeune Genlis, qui s'est distingué à la bataille de Cérisoles et est mort en défendant la ville de Châlons en 1544
5. Jean, seigneur d'Yvoy, qui a fait sa carrière militaire au sein du parti Huguenot et fut principal lieutenant de l'amiral de Coligny.

Aucun des frères n'a eu d'enfant.
Durant leur jeunesse, Jean Calvin rendit souvent visite à la fratrie à Genlis (château de Montmort)

## Carrière militaire
Comme son père, François Genlis a eu une carrière militaire, d'abord au service du roi Henri II. Le 14 avril 1543, il est nommé capitaine du Louvre. En 1560, le roi François II le fait chevalier de l'ordre de Saint-Michel, avec Crèvecœur et Humières. En octobre 1557, les Espagnols occupent Chauny. Dans une bataille à proximité, avec la garnison française de La Fère, François Genlis commande une compagnie de cavalerie contre les Espagnols. 
Après s'être converti au calvinisme, François Genlis devient colonel général du "parti des religionnaires", auquel son frère Jean, seigneur d'Yvoy, a par la suite également adhéré. À la bataille de Saint-Denis (10 novembre 1567), François Genlis commande l'aile droite de l'armée protestante et mène une charge de cavalerie.
Toujours en 1567, il prend les villes de Bray (avec une rançon de 10 000 écus), Chauny, Courcy, Vailly et Bruyères, puis avec l'appui de Bouchavesnes, les villes de Harcourt et Crécy. Le 27 septembre 1567, il met à sac Soissons.
En 1568, François Genlis lève une dizaine de cornets de cavalerie et 2 000 arquebusiers pour rejoindre le prince d'Orange à la bataille du Quesnoy.
François Genlis meurt en 1569. La plupart des textes répètent qu'il est probablement mort à Strasbourg de "la rage", mais cela pourrait signifier de désespoir car il s'était gravement endetté en finançant cette dernière campagne militaire infructueuse. D'autres textes indiquent qu'il contracta une fièvre brûlante lors d'un siège et mourut le 14 février 1569 au château de Besarbre (Bergzabern), qui appartenait à Wolfgang, duc palatin de Deux-Ponts, comte palatin de  Neubourg et de Soulzbach.

## Conséquences
Après la mort de François, la famille est lourdement endettée et doit vendre les terres et le titre à Pierre Brûlart .Son frère cadet, Jean, seigneur d'Yvoy, utilisa cependant le nom de Genlis jusqu'à sa mort en 1572.